# Šimon Puršl
Šimon Puršl (Praga, 29 gennaio 1997) è un cestista ceco.